# Acanthacris
Acanthacris is een geslacht van rechtvleugeligen uit de familie veldsprinkhanen (Acrididae). De wetenschappelijke naam van dit geslacht is voor het eerst geldig gepubliceerd in 1923 door Uvarov.

## Soorten
Het geslacht Acanthacris omvat de volgende soorten:
- Acanthacris aithioptera Mungai, 1987
- Acanthacris deckeni Gerstaecker, 1869
- Acanthacris elgonensis Sjöstedt, 1932
- Acanthacris ruficornis Fabricius, 1787